# Mika Pyörälä
Mika Tuomas Pyörälä (ur. 13 lipca 1981 w Oulu) – fiński hokeista, reprezentant Finlandii, olimpijczyk.
Jego szwagrem został inny fiński hokeista Pekka Rinne.

## Kariera
- Kärpät U16 (1996-1997)
- Kärpät U18 (1997-1998)
- Kärpät U20 (1999-2002)
- Kärpät (2000-2007)
- Timrå IK (2007-2009)
- Philadelphia Flyers (2009)
- Adirondack Phantoms (2010)
- Frölunda HC (2010-2012)
- Amur Chabarowsk (2012)
- Luleå HF (2012-2013)
- Kärpät (2013-2017)
- SC Bern (2017-2018)
- Kärpät (2018-)

Wychowanek klubu Oulun Kärpät. Od czerwca do listopada 2012 roku zawodnik rosyjskiej drużyny Amur Chabarowsk występującej w rozgrywkach KHL. Po jego zwolnieniu Amur pozyskał innego Fina, Perttu Lindgrena. Następnie podpisał kontrakt z Luleå HF, gdzie grał do końca sezonu Elitserien (2012/2013). W kwietniu 2013 roku ponownie został zawodnikiem macierzystego Kärpät. Od kwietnia 2017 zawodnik SC Bern. Od maja 2018 ponownie w macierzystym Kärpät. W grudniu 2018 przedłużył kontrakt o dwa lata. W marcu 2021 prolongował umowę o kolejny rok.
Uczestniczył w turniejach mistrzostw świata edycji 2007, 2008, 2009, 2011, 2012, 2016, 2017 oraz zimowych igrzysk olimpijskich 2018.

## Sukcesy

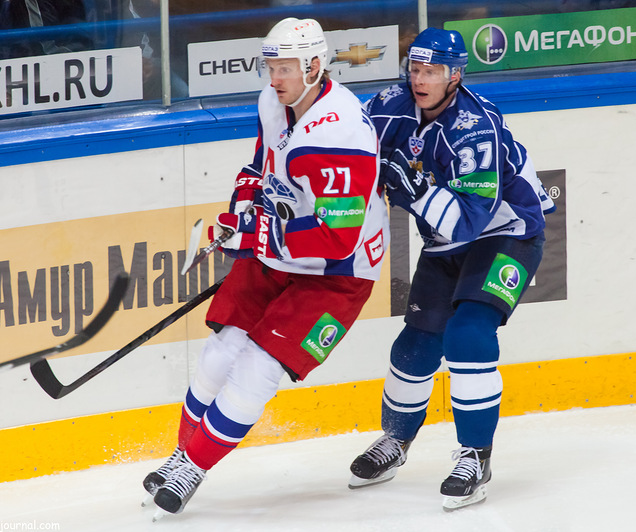
Mika Pyörälä (z prawej) w barwach Amuru (2012). Obok Staffan Kronwall (Łokomotiw Jarosław)

Reprezentacyjne
- Srebrny medal mistrzostw świata: 2007, 2016
- Brązowy medal mistrzostw świata: 2008
- Złoty medal mistrzostw świata: 2011

Klubowe
- Złoty medal mistrzostw Finlandii: 2004, 2005, 2007, 2014, 2015 z Kärpät
- Srebrny medal mistrzostwo Finlandii: 2003, 2019 z Kärpät
- European Trophy: 2012 z Luleå
- Srebrny medal mistrzostw Szwecji: 2013 z Luleå
- Brązowy medal mistrzostw Finlandii: 2016 z Kärpät

Indywidualne
- SM-liiga (2006/2007):
  - Drugie miejsce w klasyfikacji strzelców w sezonie zasadniczym: 28 goli[9]
- European Trophy 2013:
  - Pierwsze miejsce w klasyfikacji European Star Award: 12 punktów
- Liiga (2013/2014):
  - Trzecie miejsce w klasyfikacji strzelców w fazie play-off: 6 goli[10]
  - Pierwsze miejsce w klasyfikacji kanadyjskiej w play-off: 10 asyst[11]
  - Pierwsze miejsce w klasyfikacji kanadyjskiej w fazie play-off: 16 punktów[12]
- Liiga (2014/2015):
  - Trzecie miejsce w klasyfikacji strzelców w fazie play-off: 8 goli[13]
- Liiga (2015/2016):
  - Szóste miejsce w klasyfikacji strzelców w fazie play-off: 5 goli[14]
- Liiga (2016/2017):
  - Najlepszy zawodnik miesiąca - styczeń 2017
  - Drugie miejsce w klasyfikacji strzelców w sezonie zasadniczym: 26 goli[15]
  - Trzecie miejsce w klasyfikacji kanadyjskiej w sezonie zasadniczym: 55 punktów[16]
  - Trofeum Lasse Oksanena – najlepszy zawodnik w sezonie zasadniczym
  - Kultainen kypärä (Złoty Kask) – najlepszy zawodnik (w głosowaniu graczy ligi)
- Liiga (2019/2020):
  - Pierwsze miejsce w klasyfikacji +/- w sezonie zasadniczym: +35[17] (Trofeum Mattiego Keinonena)[18]
- Liiga (2021/2022):
  - Trofeum Raimo Kilpiö – nagroda dla najuczciwszego zawodnika[19]